# Marija Pinigina
Marija Džumabaevna Pinigina, nata Kulčunova (in russo Мария Джумабаевна Пинигина Кулчуно́ва?; İvanovka, 9 febbraio 1958), è un'ex velocista sovietica, specializzata nei 400 metri piani.

## Biografia
Ai Giochi della XXIV Olimpiade vinse l'oro nella Staffetta 4x400 insieme alle connazionali Tat'jana Ledovskaja, Ol'ga Nazarova e Ol'ha Bryzhina.

## Palmarès
| Anno | Manifestazione  | Sede     | Evento      | Risultato | Prestazione | Note |
| ---- | --------------- | -------- | ----------- | --------- | ----------- | ---- |
| 1983 | Mondiali        | Helsinki | 400 metri   | Bronzo    |             |      |
| 1983 | Mondiali        | Helsinki | 4×400 metri | Bronzo    |             |      |
| 1987 | Mondiali        | Roma     | 4×400 metri | Argento   |             |      |
| 1988 | Giochi olimpici | Seul     | 4×400 metri | Oro       | 3'15”18     | RM   |

## Altre competizioni internazionali
1985
- Coppa Europa di atletica leggera ( Mosca)